# Agrilus mogadoricus
Agrilus mogadoricus é uma espécie de inseto do género Agrilus, família Buprestidae, ordem Coleoptera.
Foi descrita cientificamente por Escada, 1914.